# 小説家
小説家（しょうせつか）は、継続的に小説作品の著述・発表を行っている者、もしくはグループ。

## 概要

### 定義
「小説家」と「小説の著者」とを明確に区別する基準は無い。一般的に小説家とは、職業として執筆した作品によって収入を得ている者をはじめ、兼業で、他の職業と両立して執筆している場合も「小説家」と呼ぶ場合が多い。小説による収入は少なく、講演活動や小説以外の著述で生計を維持している著作家の場合でも、作品が広く知られているために一般に小説家と見なされている例も多いが、作品数が少ないか作品が広く出版されていない場合、小説家と見なされないのが普通である。

### デビュー
デビューする方法として多くは公募新人賞に作品を応募し、その作品が受賞したら出版社から本が出される。これによって「小説家」としてデビューすることができる。
新人賞以外の方法でデビューした作家もいる。新人賞以外の形で編集者に持ち込み原稿という形で出版した作家や、自費出版した本がヒットしてデビューした作家もいる。最近では、小説投稿サイトで投稿した作品を出版社からの拾い上げで本が出版されるケースも多い。